# ソフィア総合研究所
ソフィア総合研究所株式会社（ソフィアそうごうけんきゅうじょ）はソフィアホールディングス（証券コード：JASDAQ 6942）グループ傘下の、Webアプリケーション開発、ブロードバンドコンテンツ配信プラットフォーム、決済システム、データセンターなどを提供するシステムインテグレータである。

## 会社概要

### 概略
ハードウェアメーカーである株式会社ソフィアシステムズの100%子会社として2004年12月にブロードバンドコンテンツ配信プラットフォーム提供を主軸としたシステムインテグレータとして設立。2007年4月には グループ企業のホールディングス化に伴い、株式会社ソフィアホールディングスの子会社となった。2007年10月には、グループ会社のアーツテクノロジーを吸収合併し、物販サイトも含めた総合的にEC事業をサポートするソリューションを提供している。

### グループ企業
株式会社ソフィアホールディングス
デザインオートメーション事業を核とするソフィアシステムズ、システムインテグレーション事業を核とするソフィア総合研究所、サイト構築パッケージサービス事業を核とするアーツテクノロジー（2007年10月にソフィア総合研究所が吸収合併）、モバイル関連事業を核とするソフィアモバイルを傘下に置く純粋持株会社として2007年4月に設立。
ソフィアデジタル株式会社
株式会社オルタエンターテイメント
株式会社アクア
株式会社サイバービジョンホスティング

## 経営方針
- IP技術を基盤とした豊富なノウハウを、お客様に最適なビジネスソリューションとして提供する。
- クライアントの要件に忠実に従うだけではなく、パートナーとしてともにゴールへの共通認識を育て、それを具体的な形にしていく。
- 自社提供のソリューションにこだわらず、各専門分野をもった協力会社のソリューションを含め中立的なスタンスを保持し、クライアントの収益の最大化とコストの最小化を実現していくことで、最適なソリューションを提供することを約束する。
- クライアントへは目に見えるプロセスと成果を提供し続ける。
- 単なる成果の見えない画一的なコンサルティングではなく、顧客のビジネスが成功するための具体的かつ、戦略的な事業資源を提供する。

## 事業概要
- インターネットを利用した部門
  - Webサービスの企画・設計開発・業務請負 ならびにコンサルテーション
  - 動画・音声・ゲームなどの大規模コンテンツの 配信システムの企画・立案・設計開発・業務請負ならびにコンサルテーション
  - コミュニケーションシステムの企画・設計開発・ 業務請負ならびにコンサルテーション
  - 商品販売システムの設計・運用、保守
  - 情報システムの設計・運用・保守
  - ネットワークシステムの 設計・構築・コンサルテーション
- ネットワークインフラの提供
- コンピュータソフトウェアの開発・販売
- 次世代プロトコルの研究開発・運用とコンサルテーション
- その他、ハードウェアデバイス・ソフトウェアの企画・製造、ならびにネットワークインフラを含めたトータルソリューションの提供。
- ECを活用したダイレクトサービス＆マーケティングの ビジネスインフラ支援サービス
- 電子商取引（EC分野におけるシステム開発およびプロダクト開発・販売）
- 物流支援＆業務改善・アウトソーシングサービス
- インターネットマーケティング支援
- セキュリティ分野におけるコンサルテーションおよびプライバシーマーク認証取得支援

## サービス・プロダクト
- Webアプリケーション開発
- ハウジングサービス
- ホスティングサービス
- データセンター運用・保守サービス
- MSPサービス
- DRMサービス
- 配信プラットフォームサービス
- 決済代行サービス
- ECパッケージサービス
- サーバ・ネットワーク機器販売
- 業務コンサルティング
- SEO・SEM
- Skype関連製品
- Mobile関連製品
- 各種ASPサービス